# Projektant poziomów
Projektant poziomów (ang. level designer) – osoba używająca specyficznych programów komputerowych do stworzenia całych etapów gry w dwu- lub w trójwymiarze. Projektanci poziomów zajmują się nie tylko terenem mapy, lecz także wyposażeniem rozmieszczonym po mapie czy bohaterami niezależnymi.

## Projekt poziomu i mapperzy
Projektant poziomów zwany jest także mapperem (od słowa mapa). Pracuje on na narzędziach podobnych do edytorów map, lecz te dla projektantów poziomów są bardziej skomplikowane, tj. posiadają własne języki skryptowe, pozwalają na tworzenie postaci, powiązań między zdarzeniami oraz przedmiotami.

## Tworzenie
Na początku tworzenia gry, projektant poziomów wykonuje scenariusze, według których później będzie wykonywał całe mapy. Z początku często także tworzona jest przez projektanta poziomów testowa mapa wymagana do przetestowania możliwości silnika gry. Oprócz tworzenia etapów gry, pobocznym zajęciem projektanta poziomów jest ich szczegółowe dokumentowanie (aby reszta zespołu mogła je w całości i bez błędów zaimplementować).